# ریچارد موهون
ریچارد دورسی لوراین موهن (Richard Dorsey Loraine Mohun) (زادهٔ ۱۲ آوریل ۱۸۶۴ – درگذشتهٔ ۱۳ ژوئیه ۱۹۱۵)، کاوشگر، دیپلمات، معدن‌جو و سرباز حرفه‌ای اهل ایالات متحده بود. موهن به عنوان نماینده تجاری ایالات متحده در آنگولا و ایالت آزاد کنگو کار کرد. در جریان خدمت به عنوان نماینده تجاری، او به‌طور داوطلبانه فرماندهی یک واحد توپخانه بلژیکی را در مبارزه برای بیرون راندن تاجران برده عرب از مستعمره، بر عهده گرفت.
موهن در این مدت در خدمت حکومت ایالات متحده باقی ماند و پس از آنگولا، او به عنوان قنسول ایالات متحده در زنگبار گماشته شد. در این سمت خود، از او خواسته شد تا میان جنگجوها در جنگ انگلیس-زنگبار میانجیگری نماید. پس از اتمام دوره سه ساله در زنگبار، موهن به کنگو بازگشت تا به دنبال معادن بگردد و بعداً با مقامات بلژیکی کار کرد.
بلندپروازانه‌ترین کار او، رهبری یک سفر اکتشافی سه ساله از ۱۸۹۸ میلادی بود که طی آن یک خط تلگراف از دریاچه تانگانیکا تا آبشار بویوما وصل گردید. پس از پایان سفر اکتشافی و قبل از اینکه به نمایندگی از لئوپولد دومِ بلژیک برای اصلاحات شرکت آبیر کنگو به کانگو بازگردد، او مدتی را در جستجوی معادن در آفریقای جنوبی گذراند.

## اوایل زندگی

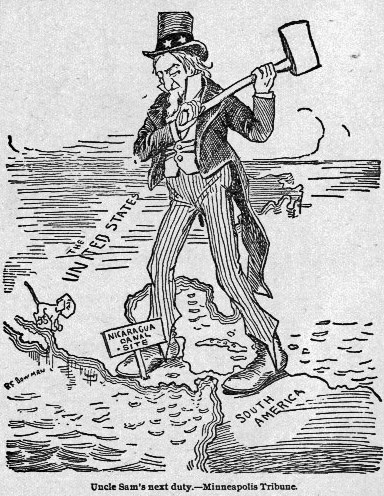
کاریکاتوری سیاسی در سال ۱۸۹۵ که از اقدام ایالات متحده برای ساخت کانال نیکاراگوئه حمایت می‌کند.

ریچارد دورسی موهن در ۱۲ آوریل ۱۸۶۴ در واشینگتن دی.سی. به‌دنیا آمد. خانواده موهن از زمان طولانی با آفریقا پیوند داشت – پدربزرگ وی، ویلیام مک‌کینی، یکی از شخصیت‌های برجسته در عصر مستعمره سازی این قاره بود و یک کلکسیون تصاویر جامع در جریان مدتی که در آفریقا بود، گردآوری نموده بود. موهن که درخانه خانوادگی خود به‌طور خصوصی آموزش دریافت می‌کرد، گفته می‌شود که با دیدن این تصاویر بزرگ شد. تجارت برده در شرق و جنوب آفریقا که در کنترل اعراب بود، نظر موهن را به‌سوی خود جلب نموده و به چهارمین عضو خانواده‌اش مبدل شد که برای ریشه‌کن کردن آن مبارزه نمود. خواهر موهن، لی می‌خواست تا به عنوان یک راهبه آموزش دیده و به مأموریت مذهبی کاتولیک در کانگو، جاییکه تجار برده فعال بود بپیوندد، اما نظر او توسط خانواده‌اش تغییر داده شده و در عوض از او درخواست گردید تا از آفریقایی-آمریکایی‌های که در واشینگتن هستند، سرپرستی نماید.
موهن در ۱۸۸۱ میلادی مأموریتی در ارتش پرداخت (Pay Corps) نیروی دریایی ایالات متحده دریافت نموده و برای چهار سال در کشتی در دریای مدیترانه خدمت کرد. مادربزرگ او، آنا هانسون دورسی که یک نویسنده مذهبی بود، ترتیبات ملاقات موهن را با آشنای خود از کالج پاپی آمریکای شمالی به‌نام مونسن‌یور دینیس جی. او کونیل در ۱۸۸۱ میلادی در روم فراهم نمود. موهن در ۱۸۸۵ میلادی به عنوان دستیار مسئول پرداخت گماشته شده و پس از بازگشت از کشتی در نیروی دریایی ایالات متحده خدمت کرد. او در ۱۸۸۹ میلادی به درجه نظامی ستوان ترفیع داده شده و در همان سال او از نیروی دریایی استعفا داد تا به وزارت خارجه ایالات متحده بپیوندد.
موهن و برادر وی، لوئیس، در شرکت ساختمانی کانال نیکاراگوئه، شرکت خصوصی آمریکایی که برای مدت کوتاهی فعالیت داشته و می‌خواست اقیانوس‌های آرام و اطلس را باهم وصل نماید، کار می‌کردند. لوئیس از ۱۸۸۸ میلادی در بخش اکتشافی و نقشه‌برداری با این شرکت کار می‌کرد و کار ساختمانی در ۱۸۹۰ میلادی در کورینتو آغاز شد. ریچارد در ۱۸۹۱ میلادی توانست سمتی به عنوان بازرس در بخش حمل و نقل این شرکت به‌دست‌آورد، اما کارکنان پروژه به بیماری گرمسیری مبتلا شدند و برادران موهن در ژانویه ۱۸۹۲ به خانه، واشینگتن بازگشتند.

## نماینده ایالات متحده در کنگو
آنا هانسون دورسی که روابط بسیار گسترده داشت و دوست نزدیک مادر وزیر خارجه ایالات متحده جیمز بلین بود، دورسی و بلین از دانشگاه نوتردام همدیگر را می‌شناختند. دورسی از این رابطه خود در راستای انتصاب موهن به عنوان نماینده تجاری ایالات متحده در ۲۲ ژانویه ۱۸۹۲ در ایالت آزاد کنگو استفاده نمود، چون این سمت به موجب فوت ستوان نیروی دریایی ایالات متحده، ایموری تانت در سال قبل در جریان وظیفه خالی شده بود. ایالات متحده از زمانی که کنگو را به رسمیت شناخته بود، نماینده‌ای در این ایالت داشت و این نماینده تجاری به عنوان نماینده دیپلماتیک ایالات متحده در ایالت آزاد نیز خدمت می‌کرد. این سمت دارای بودجه سالانه ۵٬۰۰۰ دلار بوده و صلاحیت داشت تا روی فرصت‌های بالقوه تجاری کنگو و ترویج تجارت میان دو کشور تحقیق نماید، چیزی که قبلاً تقریباً بی‌سابقه بود. موهن قبل از مبلغ مذهبی ساموئل نورویل لاپسلی، که شدیداً از سوی سناتورِ ایالت آلاباما حمایت می‌گردید، گماشته شده بود.
موهن همراه با لوئیس و خواهرش لورا آمریکا را به مقصد جنوآ، ایتالیا ترک کرد. این سه نفر برای ۲ تا ۳ ماه در اروپا سفر کردند و سپس به دیدار پادشاه لئوپولد دوم به بروکسل رفتند، کسی که باوجود شهرت داشتن به سنگ‌دلی، با آرزوی خود برای آوردن صلح و تمدن غربی به کنگو، موهن را تحت تأثیر قرار داد. پس از آن موهن در مشایعت با لوئیس که معاون او بود، به‌سوی کنگو حرکت کردند. پایگاه تجاری ایالات متحده در ایالت آزاد کنگو در آن زمان در بوما در نزدیکی ساحل اطلس بود، اما موهن همزمان فعالیت‌های خود را از کینشاسا که دورتر از ساحل واقع شده بود، پیش می‌برد. در ژوئیه ۱۸۹۲، موهن به شهروند ایالات متحده وارن سی. آنکلیس در راستای تأسیس یک کارخانه لاستیک طبیعی برای شرکت Société anonyme belge pour le commerce du Haut-Congo (SAS) در رود سانکورو در نزدیکی لوشامبو کمک کرد. آنکلس که مدیر مزرعه در کاستاریکا بود، قبلاً ماشین‌های برش با کیفیت را از آمریکای جنوبی وارد کرده بود تا شرکتی را آغاز نماید، اما مورد حمله مردمان قبایل قرار گرفت و یک نیروی بلژیکی فرستاده شد تا امنیت وی را تأمین نماید. موهن بیشتر زمان خود را به اکتشاف درون کشور سپری نموده و از جاهای دیدن نمود که قبلاً هیچ مرد سفیدی به آنجا نرفته بود، او همچنین گزارشی در مورد کیفیت زمین زراعتی و غلاتی که مردمان بومی می‌کاشتند، تهیه نمود.
موهن همواره با مردمان بومی وارد درگیری می‌شد. زمانی که کیسه نامه‌ها و اوراق شخصی وی دزدیده شد و رئیس قبله نمی‌خواست تا آنها را بازگرداند، او در همراهی با چهار مرد مسلح و یک کشتی بخار به جنگ با رئیس قبیله رفت. موهن قبل از اینکه پسر رئیس قبیله را دستگیر و او را تهدید به حلقه آویز کردن نماید، به حداقل ده روستا حمله نموده و آنها را سوزاند. رئیس قبیله در مقابل زندگی پسرش، کیسه نامه‌ها و یک چیز دیگر که موهن متوجه گم شدن آن نشده بود، را بازگرداند. بار دیگر، او در همراهی با تنها ۶ نفر که به‌طور مخفیانه مسلح بودند، برای اینکه روش ساخت لباس توسط مردمان بومی را بررسی نماید به یک شهرک دور دست رفت. گروه توسط نیزه و تیرهای که از قبل جابجا شده بودند، مورد حمله قرار گرفت. پس از جنگ با حمله کننده‌ها، موهن شهرک را تصرف نموده و «برای عبرت به دیگران، تمامی شهر را سوزاند و به خاک یکسان کرد». موهن همیشه مراقب تصویر اجتماعی خود بود و رویدادها را در دفتر خاطراتش نوشت تا بعداً به چاپ برساند. دفتر خاطرات موهن از نظر نقد-خودی دارای محتویات اندک بوده و در رابطه حس مسئولیت خود نسبت به این رویداد می‌نویسد که او «بر مبنای آگاهی خودش رضایت داشت، چون کشور را از شر یک عضو بی‌خرد و غیرضروری در اجتماع پاک کرده بود». در رویدادی دیگر، او شاهد خاکسپاری یک رئیس قبیله محلی بود که چهار همسر و ۱۰ برده‌اش در حالیکه زنده بودند با او دفن شدند. موهن، با وجودی که از این رویداد به وحشت آمده بود، اما نتوانست مداخله نماید، چون همراهان اندکی داشت و نفرات جانب مقابل بیش از حد زیاد بودند.
موهن که در خلال شش ماه، پنج یا شش بار مورد حمله قرار گرفته بود، تاجران برده عرب را بیشتر مقصر این خشونت می‌دانست و بنا بر ادعای موهن، این تاجران دستور قتل تمامی مردان سفید در شرق کشور را داده بودند و اجساد آنها را رها می‌کردند تا آدم خواران آنها را بخورند. تاجران برده که منشأ آنها در ساحل شرق آفریقا بود، در جریان جنگ عرب-کنگو، در مقابل نیروهای بلژیکی که تعداد آنها به مراتب کمتر بود می‌جنگیدند. فرانسیس بارون دانس، معاون کل فرماندار ایالت آزاد کنگو، از ژوئیه ۱۸۹۲ میلادی به بعد مسئولیت رهبری یک گروهی اعزامی برای جنگ با تاجران برده – که توسط سیفو، فرزند تیپو تیپ، رهبری می‌شدند – را برعهده داشت.

## ارجاعات
1. ↑  (Barrett-Gaines 1997، ص. 54).
2. 1 2  "African Explorer Dead" (PDF), The New York Times, p. 9, 15 July 1915
3. ↑  "Inventaris Van Het Archief Richard Mohun" (PDF). Royal Museum for Central Africa (Belgium) (به هلندی). Retrieved 12 October 2014.
4. 1 2  "Letter from Anna Dorsey to Father Hudson - 1891 Feb. 6". University of Notre Dame. Retrieved 17 April 2016.
5. ↑  (Hudson 1915، ص. 186).
6. ↑  "Letter from Anna Dorsey to Father Hudson - 1885". University of Notre Dame. Retrieved 17 April 2016.
7. ↑  "Letter from Anna Dorsey to Father Hudson - 20 June 1885". University of Notre Dame. Retrieved 17 April 2016.
8. ↑  (Shavit 1989، ص. 154)
9. ↑  "Letter from Anna Dorsey to Father Hudson - 1892 Feb.10". University of Notre Dame. Archived from the original on 25 April 2016. Retrieved 17 April 2016.
10. ↑  "Letter from Anna Dorsey to Father Hudson - 17 August 1888". University of Notre Dame. Retrieved 17 April 2016.
11. ↑  "The Nicaragua Canal". Los Angeles Herald. 20 June 1890. Retrieved 17 April 2016.
12. ↑  "Content of letter from AH Dorsey to Father DE Hudson". Notre Dame University Archives.
13. ↑  (Jampoler 2013، ص. 161)
14. ↑  (Clendenen، Collins و Duignan 1963، ص. 64)
15. ↑  (Shaloff 1970، ص. 32)
16. ↑  (Duignan و Gann 1987، ص. 139).
17. ↑  "The Appointment of an American", India Rubber World, p. 114, January 1, 1906
18. ↑  (Howe 1975، ص. 39)
19. ↑  (Bontinck 1993، ص. 7)
20. ↑  (Matthys و Lefebvre 2006، ص. 157)
21. ↑  (Barrett-Gaines 1997، صص. 54–55).
22. ↑  (Clendenen، Collins و Duignan 1963، ص. 65)
23. ↑  (Mohun 1895، ص. 592)